# John Stamos

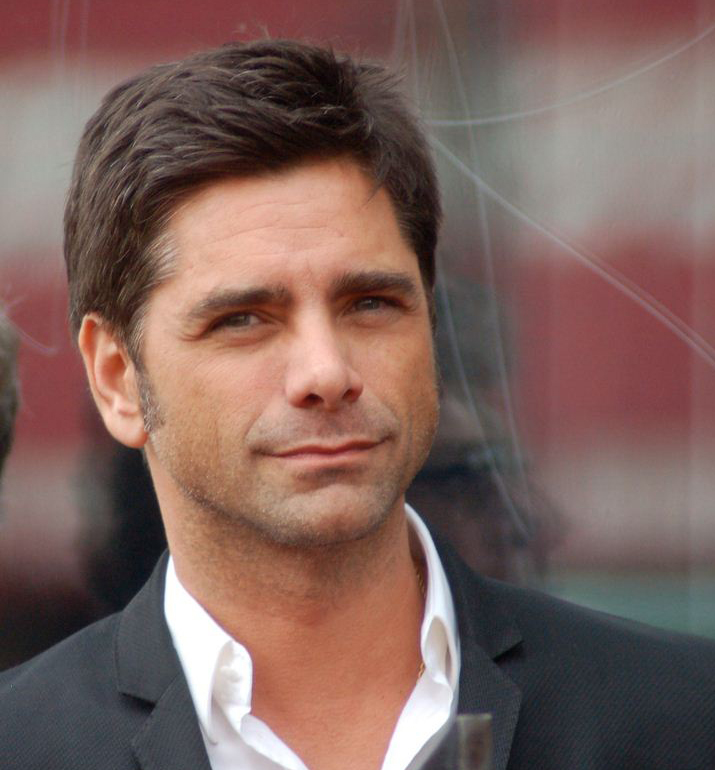
John Stamos (2012)

John Phillip Stamos (* 19. August 1963 in Cypress, Kalifornien) ist ein US-amerikanischer Schauspieler und Musiker griechischer und irischer Herkunft, bekannt aus der Fernsehserie Full House.

## Leben
John Stamos wurde 1963 in Kalifornien als ältester von drei Geschwistern geboren. Er hat zwei jüngere Schwestern, die beide als Lehrerinnen arbeiten. Der eigentliche Nachname der Familie lautete Stamatopoulos (gr. Σταματόπουλος); als seine Großeltern aus Griechenland nach Amerika einwanderten, verkürzten sie ihren Namen auf Stamos.
Bekannt wurde Stamos durch die US-Fernsehserie Full House. Von 1987 bis 1995 spielte er die Rolle des Jesse, der ebenfalls griechischer Herkunft war. In der ersten Staffel von Full House hatte Jesse den Nachnamen Cochran, aber die Produzenten der Serie ließen auf Stamos' Bitte hin den Nachnamen von Cochran zu Katsopolis ändern, um damit seine griechische Herkunft zu unterstreichen. Privat unterhält Stamos eine enge Beziehung zu Mary-Kate und Ashley Olsen, die in der Serie Full House abwechselnd seine Nichte Michelle spielten.
Stamos hatte neben der Schauspielerei auch Ambitionen, als Musiker den Durchbruch zu schaffen. Er spielt mehrere Instrumente, darunter Gitarre, Klavier und Schlagzeug. Daneben singt Stamos auch leidenschaftlich gerne. Viele Lieder der Serie Full House schrieb er selbst. Seit 1985 tritt er als Gastmusiker bei The-Beach-Boys-Konzerten auf. Die Band war in den Serien Du schon wieder und Full House zu sehen. Außerdem nahmen sie 1992 den Song Forever auf, den Stamos für das Album Summer in Paradise der Beach Boys produzierte. Geschrieben wurde der Song von Dennis Wilson und erschien bereits in den 70er Jahren auf dem Album Sunflower, welches Stamos zu seinem persönlichen Lieblingsalbum der Beach Boys erklärte.
Als Produzent wirkte er für die Comedyserie Jake in Progress, die ab dem 13. März 2005 auf dem amerikanischen Sender ABC ausgestrahlt wurde. Die erste Staffel umfasst 13 Folgen, die zweite Staffel wurde im Herbst 2005 in Los Angeles und New York gedreht und im Frühjahr 2006 erstausgestrahlt. Die Serie wurde nach der zweiten Staffel abgesetzt.
Nachdem er bereits im November 2005 eine zwei Folgen umfassende Gastrolle als Rettungssanitäter in der erfolgreichen US-Krankenhausserie Emergency Room – Die Notaufnahme gespielt hatte, gehörte er mit Beginn der 13. Staffel von 2006 bis 2009 als Assistenzarzt Tony Gates zur Stammbesetzung.
Im März 2006 war er einer der Synchronsprecher im Film Die verrückte Reise der Pinguine, einer Zeichentrickparodie auf den erfolgreichen Dokumentarfilm Die Reise der Pinguine (2005). Bei diesem Film führte Bob Saget, ein Schauspielerkollege von Full House, Regie. Ursprünglich sollte der Film noch 2006 in den Kinos starten, wurde dann aber zurückgezogen und erschien im Januar 2007 in den USA auf DVD.
Im Sommer 2006 drehte er in Kanada den Fernsehfilm Wedding Wars. Von Dezember 2006 bis Januar 2007 stand er in Toronto mit dem Rapper P. Diddy für das TV-Drama A Raisin in the Sun vor der Kamera, in dem es um eine afrikanisch-amerikanische Familie geht, die gegen Rassismus anzukämpfen hat.
Von 2015 bis 2019 wurde im Auftrag von Netflix mit Fuller House eine Fortsetzung von Full House produziert. Dabei war Stamos u. a. neben Franklin, Miller und Boyett als ausführender Produzent beteiligt und trat auch selbst in der Serie auf.
Stamos war auch als Moderator tätig, so z. B. bei Elvis: The Tribute (1994) und The List (1999–2001). Außerdem engagiert er sich für verschiedene Wohltätigkeitsorganisationen: So unterstützt er die Vanguard Cancer Foundation, die sich für Krebskranke einsetzt, ist Mitglied der Starlight Foundation, die es kranken Kindern ermöglicht „ihre“ Stars zu treffen. Am 25. September 2005 gab er gemeinsam mit den Beach Boys ein Benefizkonzert für die Opfer des Hurrikans Katrina. Zudem moderierte er am 8. Oktober 2005 die Gala Blast from the Past der Vanguard Cancer Foundation. Am 16. November 2009 erhielt er einen Stern auf dem Hollywood Walk of Fame.
Am 19. September 1998 heiratete Stamos die Schauspielerin Rebecca Romijn, die damals noch als Fotomodell tätig und bekannt war. Die Ehe wurde am 1. März 2005 wieder geschieden. Im Februar 2018 heiratete er das US-Model Caitlin McHugh, im April wurde der gemeinsame Sohn geboren.

## Filmografie (Auswahl)

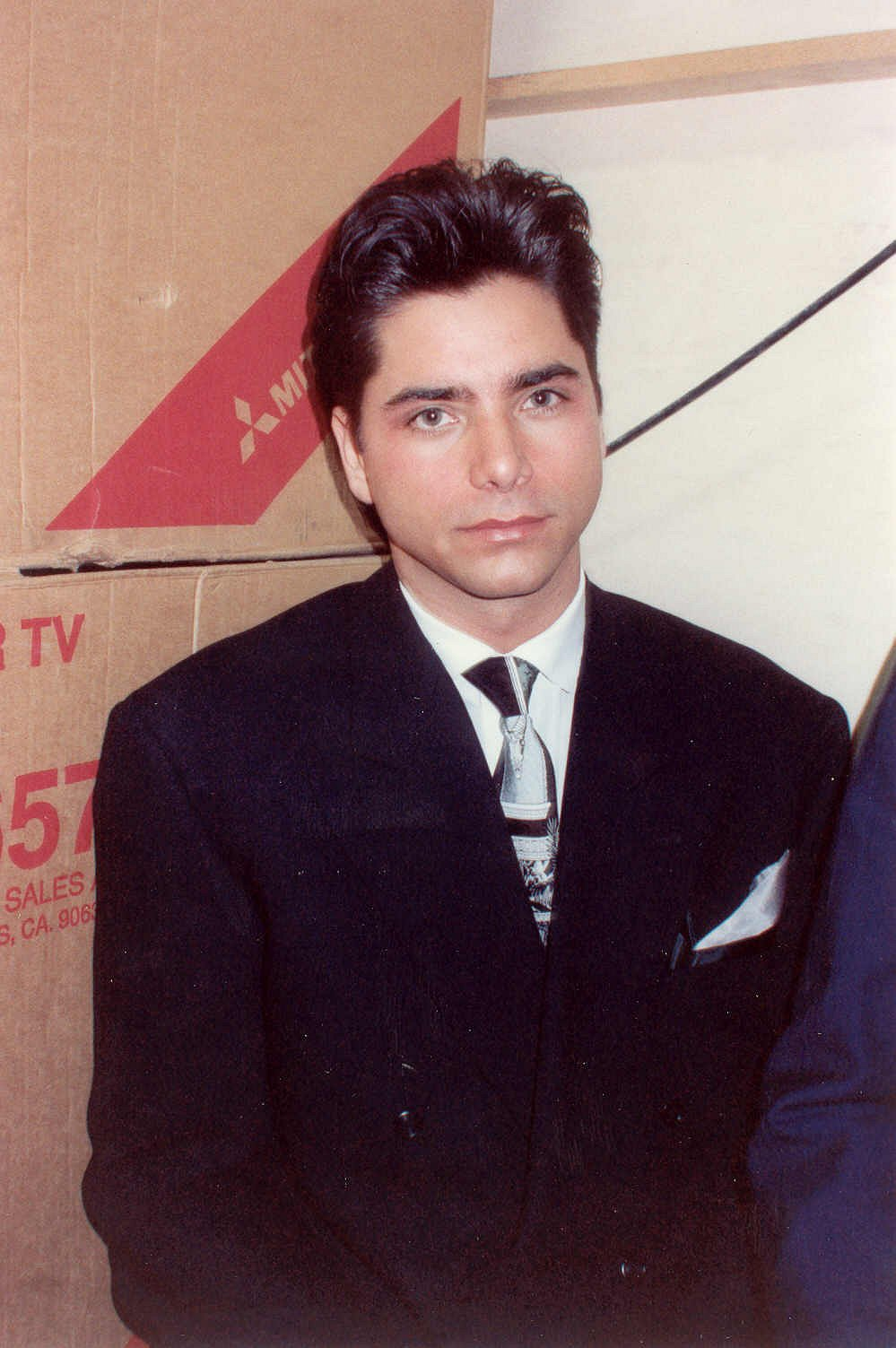
John Stamos (1990)

- 1982: General Hospital (Fernsehserie, 1982–1984)
- 1984: Dreams (Fernsehserie, 12 Folgen)
- 1985: Alice im Wunderland (Alice in Wonderland, Fernsehfilm)
- 1986: Lance – Stirb niemals jung (Never Too Young to Die)
- 1986–1987: Du schon wieder (You Again?, Fernsehserie, 26 Folgen)
- 1987–1995: Full House (Fernsehserie, 193 Folgen)
- 1990: Tochter der Nacht (Daughter of the Streets, Fernsehfilm)
- 1991: Born to Ride
- 1991: Im Banne des Entführers (Captive, Fernsehfilm)
- 1993: Im Bann der Tiefe (The Disappearance of Christina, Fernsehfilm)
- 1993: Geschichten aus der Gruft (Tales from the Crypt, Fernsehserie, Folge 5x13)
- 1994: Der Kuss des Skorpions (Fatal Vows: The Alexandra O’Hara Story, Fernsehfilm)
- 1994: Eine starke Familie (Step by Step, Fernsehserie, 1 Folge)
- 1995: Baywatch – Die Rettungsschwimmer von Malibu (Baywatch, Fernsehserie, 1 Folge)
- 1997: Eine himmlische Kupplerin (A Match Made in Heaven, Fernsehfilm)
- 1998: Papas zweiter Frühling (The Marriage Fool, Fernsehfilm)
- 1999: Versiegelt mit einem Kuss (Sealed with a Kiss, Fernsehfilm)
- 2000: Fortunate Son (Fernsehfilm)
- 2000: The Beach Boys: An American Family (Fernsehfilm)
- 2000: How to Marry a Billionaire: A Christmas Tale (Fernsehfilm)
- 2000: Dropping out
- 2001–2002: Thieves (Fernsehserie, 10 Folgen)
- 2002: Femme Fatale
- 2003: Party Monster
- 2003: Friends (Fernsehserie, 1 Folge)
- 2004: I am Stamos (Kurzfilm)
- 2004: Knots – Liebesbande (Knots)
- 2005–2006: Jake in Progress (Fernsehserie, 21 Folgen)
- 2005–2009: Emergency Room – Die Notaufnahme (ER, Fernsehserie, 65 Folgen)
- 2006: Die verrückte Reise der Pinguine (Farce of the Penguins, Stimme)
- 2006: Wedding Wars (Fernsehfilm)
- 2008: A Raisin in the Sun (Fernsehfilm)
- 2008: Die Robert und Andrew Kissel Story (The Two Mr. Kissels, Fernsehfilm)
- 2010: Selfmade-Dad – Not macht erfinderisch (Father of Invention)
- 2010: Entourage (Fernsehserie, 1 Folge)
- 2010–2011: Glee (Fernsehserie, 4 Folgen)
- 2011: Law & Order: Special Victims Unit (Fernsehserie, 1 Folge)
- 2011, 2015: Two and a Half Men (Fernsehserie, 2 Folgen)
- 2012: Secrets of Eden (Fernsehfilm)
- 2013: The New Normal (Fernsehserie, 5 Folgen)
- 2013: Dr. Dani Santino – Spiel des Lebens (Necessary Roughness, Fernsehserie, 10 Folgen)
- 2014: My Man Is a Loser
- 2015–2016: Galavant (Fernsehserie, 2 Folgen)
- 2015–2016: Grandfathered (Fernsehserie, 22 Folgen)
- 2016: My Big Fat Greek Wedding 2
- 2016: Scream Queens (Fernsehserie, 10 Folgen)
- 2016–2020: Fuller House (Fernsehserie, 17 Folgen)
- 2018–2019: You – Du wirst mich lieben (You, Fernsehserie, 5 Folgen)
- 2019: The Little Mermaid Live! (Fernsehfilm)
- 2021–2022: Big Shot (Fernsehserie)
- 2024: Doctor Odyssey (Fernsehserie ab S1 F7, Bruder des Captain)

## Musical und Theater
- Nine (Musical)
- How to Succeed in Business Without Really Trying (Musical)
- Cabaret
- Bye Bye Birdie (Broadway)